# Reprezentacja Nowej Zelandii U-20 w piłce nożnej mężczyzn
Reprezentacja Nowej Zelandii U-20 w piłce nożnej – młodzieżowa reprezentacja Nowej Zelandii sterowana przez Nowozelandzki Związek Piłki Nożnej. Jej największym sukcesem jest udział w finałach młodzieżowych mistrzostw świata w 2007, 2011 oraz 2013, 2015, 2017 i 2019 roku.

## Sukcesy
- Mistrzostwa świata U-20:
  - faza grupowa (3x): 2007, 2011, 2013
  - 1/8 finału (3x): 2015, 2017, 2019

- Mistrzostwa Oceanii U-20:
  - mistrz (7x): 1980, 1992, 2007, 2011, 2013, 2016, 2018
  - wicemistrz (7x): 1974, 1982, 1988, 1990, 1994, 1997, 2001
  - 3 miejsce (5x): 1978, 1985, 1987, 1998, 2008

## Występy w MŚ U-20
- 1977: Nie uczestniczyła
- 1979: Nie zakwalifikowała się
- 1981: Nie zakwalifikowała się
- 1983: Nie zakwalifikowała się
- 1985: Nie zakwalifikowała się
- 1987: Nie zakwalifikowała się
- 1989: Nie zakwalifikowała się
- 1991: Nie zakwalifikowała się
- 1993: Nie zakwalifikowała się
- 1995: Nie zakwalifikowała się
- 1997: Nie zakwalifikowała się
- 1999: Nie zakwalifikowała się
- 2001: Nie zakwalifikowała się
- 2003: Nie zakwalifikowała się
- 2005: Nie zakwalifikowała się
- 2007: Faza grupowa
- 2009: Nie zakwalifikowała się
- 2011: Faza grupowa
- 2013: Faza grupowa
- 2015: 1/8 finału
- 2017: 1/8 finału
- 2019: 1/8 finału